# Ола-Фла
Ола-Фла (фр. Aulhat-Flat) — муніципалітет у Франції, у регіоні Овернь-Рона-Альпи, департамент Пюї-де-Дом. Ола-Фла утворено 1 січня 2016 року шляхом злиття муніципалітетів Ола-Сен-Прива i Фла. Адміністративним центром муніципалітету є Фла. Населення — 932 особи (01.01.2021).